# Krymsk
Krymsk (ros. Крымск) – miasto w Rosji, w Kraju Krasnodarskim, na Nizinie Kubańskiej.
W mieście rozwinął się przemysł winiarski.

## Demografia
- 2010 – 57 370[3]
- 2017 – 57 254
- 2021 – 58 051[1]

## Historia

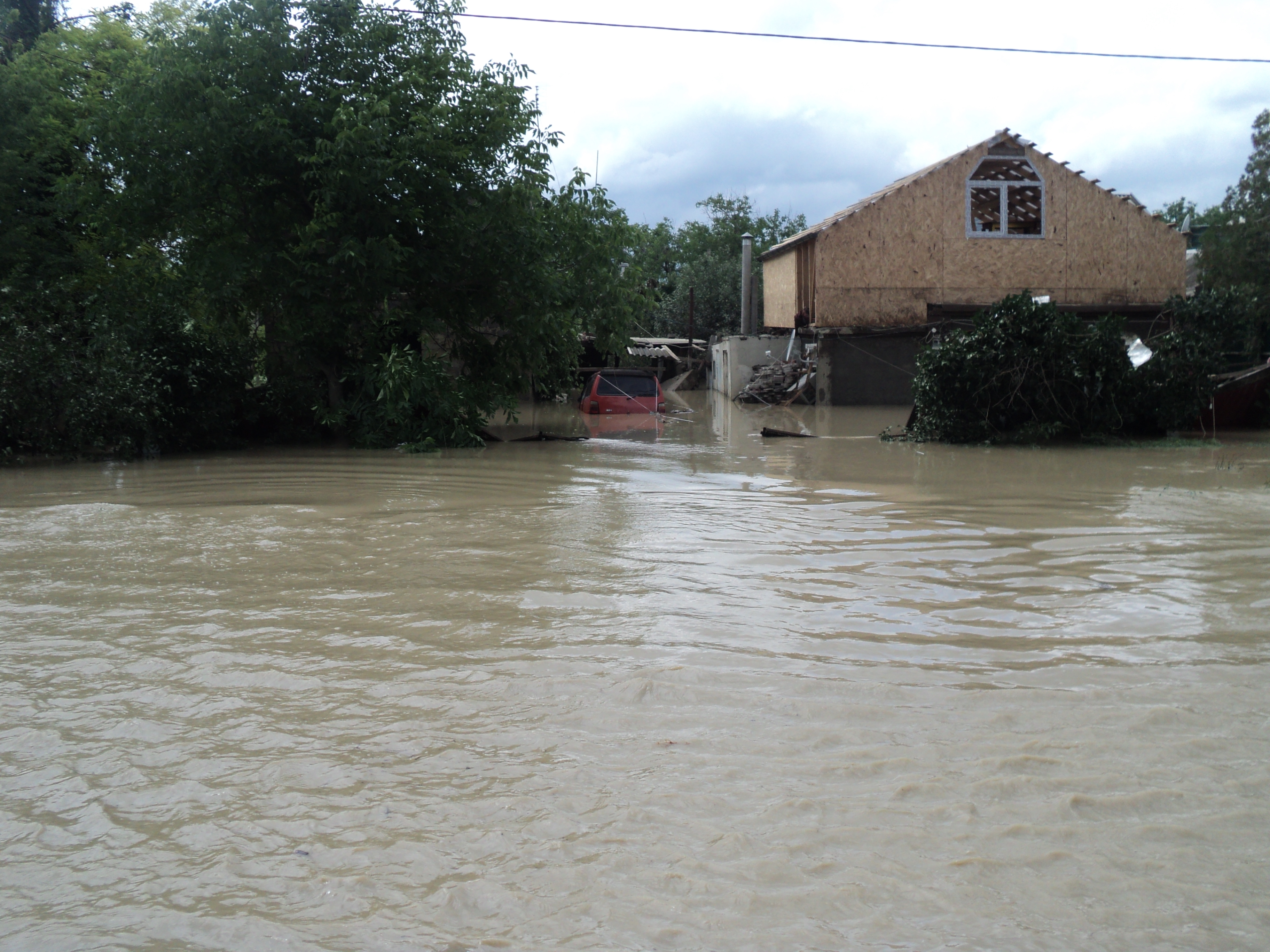
Powódź w 2012 r.

Krymsk został założony w 1858 roku jako twierdza i stanica kozacka pod nazwą Krymskaja (Крымская) na cześć 73. Pułku Piechoty Krymskiej. Wieś Krymskaja założono w 1862 roku.
Około 1888 r. Krymskaja uzyskała połączenie kolejowe z Jekaterynodarem i Noworosyjskiem. W 1888 odkryto tu Kurhan Karagodeuasz z IV wieku p.n.e.
W latach 1921–1932 istniała tu linia tramwaju konnego. W latach 1930–1934 Krymskaja była stolicą Greckiego Rejonu Narodowego, w którego granicach leżała do 1938 r. Miejscowość zmieniła nazwę na Krymsk 28 maja 1958 roku wraz z otrzymaniem praw miejskich. 
7 lipca 2012 woda zalała miasto. Zginęły 172 osoby, z czego 160 w samym Krymsku.

## Osoby urodzone w Krymsku
- Mot (ur. 2 marca 1990) – rosyjski piosenkarz i raper